# Cacia coomani
Cacia coomani är en skalbaggsart som beskrevs av Stefan von Breuning 1958. Cacia coomani ingår i släktet Cacia och familjen långhorningar. Inga underarter finns listade.